# Pallamano CUS Chieti
La Pallamano Chieti è una squadra di pallamano di Chieti. Affiliata all'Università di Chieti, nel 2019 in seguito al cumularsi di ingenti debiti, è stata dichiarata fallita il 19 luglio 2019. La società venutasi a creare successivamente è stata riconosciuta come erede della tradizione sportiva della squadra fondata nel 1975.

## Storia
La società C.U.S. Chieti pallamano venne fondata nel 1975 da Raffaele Lullo Torello e Vincenzo Gallo. Il primo presidente è stato Nicola Torello.
La prima partita ufficiale si giocò nel febbraio 1976 contro il Derbygum Bologna. La squadra ha militato per 11 anni in serie A1.

## Palasport
Pala Santa Filomena, Chieti Scalo